# Gare d’Ossès – Saint-Martin-d’Arrossa
Gare d’Ossès – Saint-Martin-d’Arrossa – stacja kolejowa w Saint-Martin-d’Arrossa, w departamencie Pireneje Atlantyckie, w regionie Nowa Akwitania, we Francji.
Jest stacją Société nationale des chemins de fer français (SNCF), obsługiwanym przez pociągi TER Aquitaine.